# The Sorcerer (Gabor Szabo)
| Recensione | Giudizio |
| ---------- | -------- |
| AllMusic   | [ 1 ]    |

The Sorcerer è un album discografico dal vivo del chitarrista jazz ungherese Gabor Szabo, pubblicato dalla casa discografica Impulse! Records nel novembre del 1967.

## Tracce
Lato A
1. The Beat Goes On – 4:42 (Sonny Bono)
2. Little Boat (O barquinho) – 4:14 (Buddy Kaye, Roberto Menescal, Ronaldo Bôscoli)
3. Lou-ise – 4:02 (Jimmy Stewart)
4. What Is This Thing Called Love? – 5:06 (Cole Porter)

Lato B
1. Space – 6:20 (Gabor Szabo)
2. Stronger Than Us (dal film Un uomo, una donna) – 4:11 (Francis Lai, Pierre Barouh)
3. Mizrab – 6:46 (Gabor Szabo)
4. Comin' Back – 1:41 (Clyde Otis, Gabor Szabo)

## Musicisti
- Gabor Szabo - chitarra
- Jimmy Stewart - chitarra
- Louis Kabok - basso
- Marty Morrell - batteria
- Hal Gordon - percussioni

Note aggiuntive
- Bob Thiele - produttore
- Registrato dal vivo il 14 e 15 aprile 1967 al The Jazz Workshop di Boston, Massachusetts, Stati Uniti
- Reice Hamel - ingegnere delle registrazioni
- Robert Flynn - design copertina album
- Joe Lebow - design interno copertina album
- Lee Tanner - fotografie, copertina frontale e interno dell'album
- Nat Hentoff - note interne dell'album